# Marc Porci Cató Salonià
Marc Porci Cató Salonià (en llatí: Marcus Porcius Cato Salonianus) va ser un cavaller romà fill de Cató el Censor i de la seva segona muller Salònia.
Va néixer cap a l'any 154 aC, cinc anys abans de la mort del seu pare i dos anys abans de la mort de son germanastre Marc Porci Cató Licinià. Va arribar a ser pretor, i va morir exercint aquesta magistratura. La data de la seva mort es desconeix. Va ser el pare de Marc Porci Cató.